# Распад (фильм)
«Распад» — советский художественный фильм об аварии на Чернобыльской АЭС и её последствиях, снятый режиссёром Михаилом Беликовым в 1989—1990 годах.

## Сюжет
Конец апреля 1986 года. Журналист Александр Журавлёв (Сергей Шакуров) возвращается домой. Впереди у него выяснение отношений с изменившей женой и встреча с друзьями детства, теперь работающими в некоем Городе Энергетиков.
Встреча, однако, не состоится. Один из друзей, оператор АЭС, вскоре погибнет при аварии; да и другому, не щадившему себя врачу «скорой помощи», тоже остаётся немного.
Пока не только масштабы катастрофы, но и сам её факт замалчиваются властями, Журавлёв пытается то отправить семью подальше от опасности, то сам выпрашивает у любовника жены пропуск, чтобы попасть к ликвидаторам.
Другие сюжетные линии фильма — отношения молодожёнов Валерия и Любы, убежавших от гостей с собственной свадьбы и оказавшихся в Зоне; а также трогательная история мальчика, оставшегося в «Городе энергетиков» вместе с котёнком, которого ему не позволили вывезти из города.
Действия героев проходят на фоне отреконструированных режиссёром событий времён аварии на ЧАЭС: эвакуация населения, первомайская демонстрация.
Осень того же года. Журавлёв занял пост главного редактора своей газеты. Того самого, что некогда рекомендовал ему молчать, не то не зная о случившемся, не то получив приказ «сверху».
Жизнь продолжается — с идущей как бы рефреном на протяжении фильма трансляцией велогонки по телевизору и вновь звучащей песней Высоцкого о том, что «всё не так».

## В ролях
- Сергей Шакуров — Александр Журавлёв
- Татьяна Кочемасова — Людмила Журавлёва
- Станислав Станкевич — отец Журавлёва
- Георгий Дрозд — Анатолий Степанович
- Алексей Серебряков — Валерий
- Марина Могилевская — Люба
- Алексей Горбунов — Шурик
- Анатолий Грошевой — Игнатий
- Никита Булдовский — Колька
- Наталия Плахотнюк — Мария
- Николай Досенко — Валентин Иванович(озвучивает Владислав Пупков)
- Валерий Шептекита — Дмитрий Степанович
- Валентина Масенко — медсестра Лида
- Тарасик Микитенко — Димка
- Владимир Олексеенко — Осип Лукич
- Ольга Кузнецова — подруга Людмилы
- Виктор Кондратюк — священник
- Руслан Иванов — блаженный
- Леонид Яновский — депутат горсовета
- Алексей Консовский — юркий старичок
- Сергей Гаврилюк — руководитель оркестра
- Анатолий Вишневский — партийный работник
- Михаил Костюковский — учёный секретарь
- Анатолий Скороход — директор АЭС

Остальные актёры в титрах указаны как исполнители эпизодических ролей
- Питер О. Алмонд — американский журналист
- Нина Антонова
- Анатолий Барчук
- Анатолий Белый
- А. Беликов
- Игорь Безгин
- Агафья Болотова
- Г. Верещага
- Толик Вишневский
- Владимир Гончаров
- Неонила Гнеповская — женщина в очереди на вокзале
- Леонид Данчишин
- Степан Донец
- Елена Драныш
- Н. Зябрев
- Михаил Игнатов — дозиметрист
- Алексей Колесник
- Оленька Колтунова
- Н. Костин
- Владимир Костюк
- Алексей Костылёв
- Маргарита Криницына
- Владимир Литвинов
- Людмила Лобза
- Иван Матвеев
- А. Масленникова
- М. Мащенский
- А. Марциневский
- Станислав Молганов — начальник ж/д вокзала
- Н. Морозова
- Юрий Муравицкий — гость Журавлёвых
- Н. Палий
- Анатолий Пашнин
- Л. Печерская
- Сергей Подгорный
- Н. Порохницкая
- Ольга Реус-Петренко
- Борис Романов — спекулянт
- Владимир Сез
- Николай Сектименко
- Людмила Сосюра
- Игорь Стариков
- В. Тесленко
- Валентин Троцюк
- Яков Уткин
- Е. Фетисова
- О. Черешенко
- Александр Чернявский
- Николай Шутько
- Н. Ярский

## Съёмочная группа
- Сценарий: Михаил Беликов, Олег Приходько
- Режиссёр: Михаил Беликов
- Оператор: Василий Трушковский, Александр Шигаев
- Художники-постановщики: Инна Быченкова, Василий Заруба
- Режиссёр: Анатолий Вишневский
- Звукооператор: Виктор Лукаш, Т. Джонсон
- Музыкально-шумовые фактуры: Игорь Стецюк
- Монтаж: Татьяна Магаляс
- Грим: Людмила Семашко, Ирина Порохницкая
- Костюмы: Валентина Горлань
- Трюки: Анатолий Грошевой
- Консультанты: Дмитрий Гродзинский, О.Могилевский, В. Черноусенко
- Редакторы: Владимир Чёрный, Виталий Юрченко
- Директор: Михаил Костюковский

В звуковом оформлении фильма использованы песня Владимира Высоцкого «Моя цыганская», танго «Утомленное солнце» и адажио Альбинони.

## Призы и награды
- 1990 — Золотая медаль — МКФ в Венеции, Приз «Золотая медаль сената» (Михаил Беликов)[1].
- 1990 — Гран-при — МКФ экологических кино- и телефильмов в Сантандере (Испания).